# 浦井百合
浦井 百合（うらい ゆり、1984年2月10日 - ）は、日本の元女子プロレスラー。身長166cm、体重59kg、血液型O型。神奈川県川崎市出身。

## 経歴
帝京大学時代は女子では珍しい学生プロレスの紅一点「新百合ヶ丘超特Q」として活躍。ガッツワールドに入門後、2006年3月11日の新木場1stRING大会で救世忍者乱丸相手にデビュー。デビュー後わずか1ヵ月で格闘美の「LEAGUE PRINCESS」に出場し注目を集めた浦井は、恵まれた体格とルックス、褐色（地黒）の肌の「ゴツカワ系女子プロレスラー」として、ホームのガッツワールド、レギュラー参戦の格闘美を始め、NEO女子プロレスや息吹などにも参戦。12月2日に先輩優菜の引退試合でシングル初勝利。
2007年1月20日には一宮章一、ダイスケと組んで「GWC認定6人タッグ王座」を獲得。4月からは第2回「LEAGUE PRINCESS」にただ1人2大会連続で出場、6月17日の優勝決定巴戦に駒を進めたが中島安里紗に敗れ優勝を逃した（もう一人は松本浩代）。しかし、実質的な主戦場だった格闘美が7月16日で活動停止。各女子団体や男子団体、キャットファイトに参戦。
2008年10月19日、ガッツワールド新宿FACE大会を以て引退。プロレスラーとしての現役生活にピリオドを打つ。
2010年からはU-FILE CAMPの登戸ジムに入会してU-FILEの大会やアマチュアDEEPなどでグラップリングルールの試合に出場している。

## 得意技
- ドロップキック
- ダブルリスト・アームサルト

## 映画出演
- 新訳：今昔物語「Wrestler Jeanne」（2007年） - ジャンヌ役（主演）